# 작은두더지쥐
작은두더지쥐(Spalax leucodon)는 소경쥐과에 속하는 설치류의 일종이다. 알바니아와 보스니아 헤르체고비나, 불가리아, 그리스, 헝가리, 코소보, 마케도니아, 루마니아, 세르비아, 몬테네그로, 이스라엘, 터키, 이란 그리고 우크라이나에서 발견된다.